# لاوچکین لا-۱۵
لاوچکین لا-۱۵ (روسی: Лавочкин Ла-15) (نام اختصاص داده شده ناتو فَنتیل (روسی: Fantail)) یک جنگنده جت اولیه ساخت اتحاد جماهیر شوروی و معاصر میکویان-گورویچ میگ-۱۵ بود. که از سال ۱۹۴۹ تا ۱۹۵۳ در خدمت نیروی هوایی شوروی بود.

## مشخصات (لا-۱۵)
داده‌ها از Lavochkins Last Jets
ویژگی‌های عمومی
- خدمه: ۱
- طول: ۹٫۵۶۳ متر (۳۱ فوت ۴٫۵ اینچ)
- پهنای بال: ۸٫۸۳ متر (۲۸ فوت ۱۱٫۷ اینچ)
- ارتفاع: ۳٫۸ متر (۱۲ فوت ۵ اینچ)
- مساحت بال‌ها: ۱۶٫۱۶۷ متر مربع (۱۷۴٫۰۲ فوت مربع)
- وزن خالی: ۲٬۵۷۵ کیلوگرم (۵٬۶۷۷ پوند)
- وزن ناخالص: ۳٬۸۵۰ کیلوگرم (۸٬۴۸۸ پوند)
- ظرفیت سوخت: ۱٬۰۶۱ لیتر(۲۳۳٫۲ گالن امپریال)

طرح سه نمای جنگنده لاوچکین لا-۱۵

- طول باند مورد نیاز برای برخاست: ۶۵۰ متر (۲٬۱۳۲٫۵ فوت)
- طول باند مورد نیاز برای فرود: ۸۰۰ متر (۲٬۶۲۴٫۷ فوت)
- پیشرانه: ۱ عدد centrifugal compressor turbojet Klimov RD-500, ۱۵٫۵۹ کیلونیوتن (۳٬۵۰۰ پوند-نیرو) thrust

عملکرد
- حداکثر سرعت: ۱٬۰۰۷ کیلومتر بر ساعت (۶۲۶ مایل بر ساعت، ۵۴۴ گره) در ۸٬۰۰۰ متر (۲۶٬۳۵۰ فوت)
- بُرد: ۱٬۱۴۵ کیلومتر (۷۱۱ مایل، ۶۱۸ مایل دریایی) در ۱۰٬۰۰۰ متر (۳۲٬۸۱۰ فوت)
- حداکثر ارتفاع: ۱۳٬۵۰۰ متر (۴۴٬۳۰۰ فوت) at nominal power - prone to surge at military power above 8,000m (26,250ft)
- نرخ صعود: ۳۱٫۷ متر بر ثانیه (۶٬۲۴۰ فوت بر دقیقه)
- زمان اوج‌گیری: 

  - ۳٫۱ دقیقه در ۵٬۰۰۰ متر (۱۶٬۴۰۰ فوت)
  - ۹ دقیقه در ۱۰٬۰۰۰ متر (۳۲٬۱۸۰ فوت)
- بارگیری بال: ۲۳۸ کیلوگرم بر متر مربع (۴۹ پوند بر فوت مربع)
- نیرو/وزن: ۰٫۴۲

تسلیحات

- اسلحه‌ها: ۳ قبضه توپ خودکار ۲۳ میلی‌متری نودلمان سورانف ان اس-۲۳ با ۱۰۰ گلوله درهر اسلحه

### Citations
1. 1 2 3 4 5 6 7 8  Gordon, Yefim (26 April 2007). Lavochkin's Last Jets. Red Star. Vol. 32. Hinkley: Midland publishing. ISBN 978-1-85780-253-5.
2. ↑  "Designations of Soviet and Russian Military Aircraft and Missiles".

### Further reading
- Gunston, Bill. The Osprey Encyclopedia of Russian Aircraft 1875-1995. London:Osprey, 1995. شابک ‎۱−۸۵۵۳۲−۴۰۵−۹.

الگو:Lavochkin aircraft
الگو:USAF/DoD reporting names